# Comuna Kapusteanka, Savran
Kapusteanka (în ucraineană Капустянка) este o comună în raionul Savran, regiunea Odesa, Ucraina, formată din satele Bilousivka, Dubkî și Kapusteanka (reședința).

## Demografie
Componența lingvistică a comunei Kapusteanka
     Ucraineană (91,74%)
     Română (5,14%)
     Rusă (2,34%)
     Alte limbi (0,16%)
Conform recensământului din 2001, majoritatea populației comunei Kapusteanka era vorbitoare de ucraineană (91,74%), existând în minoritate și vorbitori de română (5,14%) și rusă (2,34%).